# 波島進
波島 進（なみしま すすむ、1922年10月3日 - 1995年月日不詳）は、日本の俳優。鹿児島県鹿児島市出身。本名は小倉 正則（おぐら まさのり）。妻は川口節子、娘は小倉加代。

## 略歴
1950年に太泉映画のニューフェイスに合格し、翌1951年に『わが一高時代の犯罪』でデビューする。その後、1953年の『早稲田大学』での役名「波島進」を芸名とし、東映現代劇のスターの一人として活躍した。1959年、『捜査本部』、『七色仮面』の主演に抜擢され、草創期のテレビ映画にも進出した。
特に1961年からスタートした『特別機動捜査隊』では、ソフト帽がトレードマークの「立石班」リーダー・立石主任刑事役を演じ、黎明期のテレビ番組でお茶の間に人気を博した。また俳優業の傍ら事業家としても活躍、正栄株式会社社長を務めた。
1971年、すでに唯一のレギュラーだった『特別機動捜査隊』を降板して、芸能界を引退した。その後は実業家として、栃木でボウリング場やパチンコを経営し、東京ではマンションを経営した。
鹿児島出身という影響もあり、台詞回しのアクセント、イントネーションに独特の「訛り」があった。
1995年死去。

## 主な出演

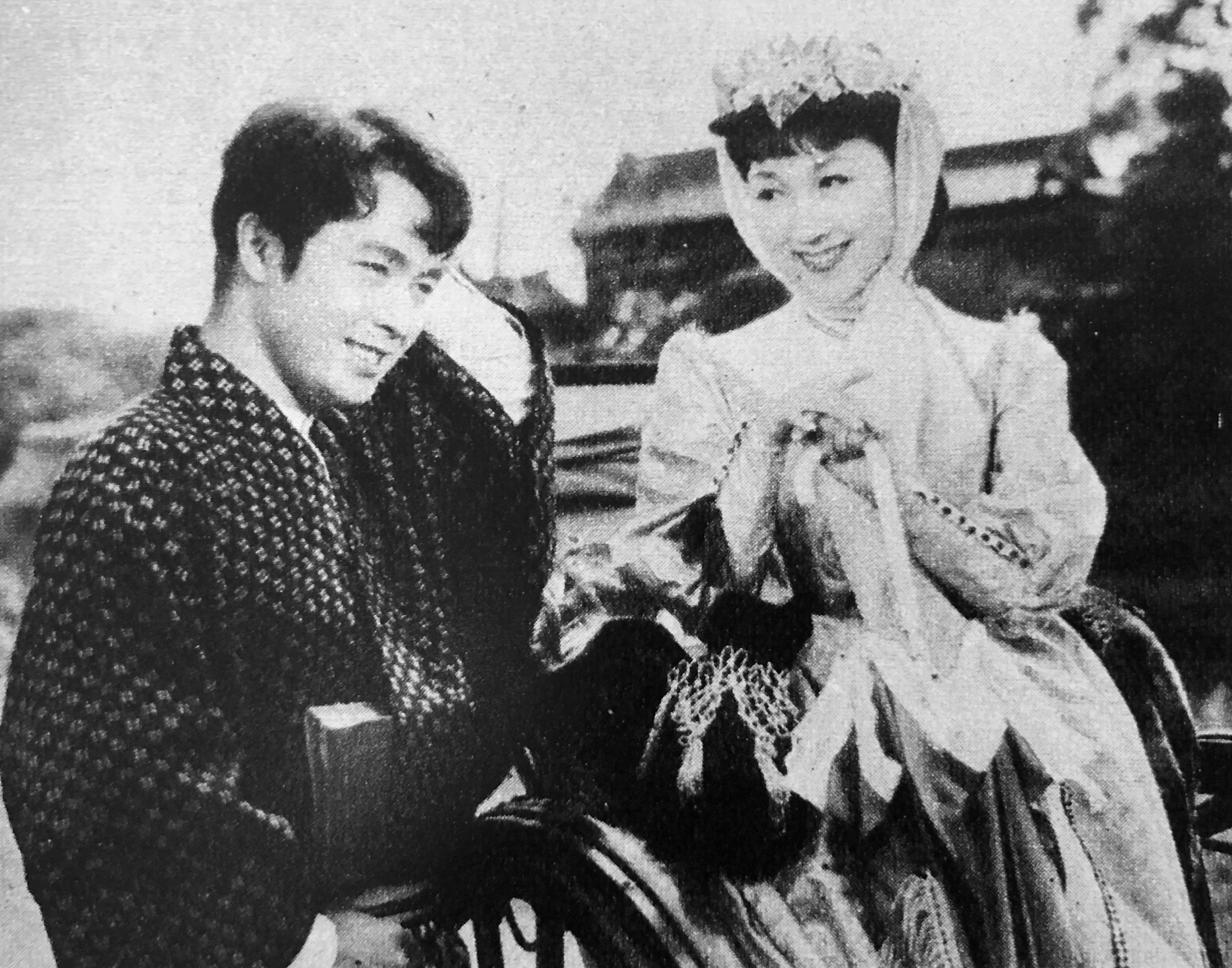
『姿三四郎 第一部』（1955年）。高千穂ひづると波島進

### 映画
- わが一高時代の犯罪 （1951年）
- 人生劇場 第一部 青春愛欲篇 （1952年）
- 暁の市街戦 （1953年）
- 玄海の鰐 （1953年）
- 子は誰のもの （1953年）
- 死の追跡 （1953年）
- 悲劇の将軍 山下奉文 （1953年）
- 早稲田大学 （1953年、DVD発売）
- 魅せられたる魂 （1953年）
- 学生五人男 第一部 ボス退治 （1954年）
- 学生五人男 第二部 鉄腕は飛ぶ （1954年）
- 花と龍 第二部 愛憎流転 （1954年）
- 学生五人男 第三部 恋愛ジャズバンド （1954年）
- 少年姿三四郎　第一部　山岳の決闘 （1954年）
- 少年姿三四郎　第二部　大川端の決闘 （1954年）
- 学生五人男シリーズ 幽霊軍隊 （1954年）
- 学生五人男シリーズ 迷探偵出動 （1954年）
- 母恋人形 （1954年）
- 若者よ恋をしろ （1954年）
- 暗黒街の脱走 （1954年）
- 神風特攻隊 （1954年）
- 多羅尾伴内シリーズ 隼の魔王 （1955年）
- 姿三四郎 第一部 （1955年）
- 続・姿三四郎 （1955年）
- 息子の縁談 （1955年）
- 十九の花嫁 （1955年）
- 飛燕空手打ち （1955年）
- 飛燕空手打ち　第二篇　青春の斗魂 （1955年）
- 飛燕空手打ち　完結篇　月下の龍虎 （1955年）
- 忍術三四郎 （1955年）
- 力闘空手打ち （1955年）
- 力闘空手打ち 挑戦鬼 （1955年）
- 力闘空手打ち 復讐の対決 （1955年）
- 続・サラリーマン目白三平 （1955年）
- まぼろし怪盗団　第一部　まぼろし怪盗団  （1955年）
- まぼろし怪盗団　第二部　魔王の密使 （1955年）
- まぼろし怪盗団　第三部　悪魔の王冠 （1955年）
- 流星空手打ち （1956年）
- 狸小路の花嫁 （1956年）
- げんこつ社員 （1956年）
- 無法街 （1956年）
- 満ちて来る潮 （1956年）
- にっぽんGメン 特別武装班出動 （1956年）
- 忍術快男児 （1956年）
- 夕日と拳銃 日本篇 大陸篇 （1956年）
- 鞍馬天狗 第一話 白馬の密使 （1956年）
- 新諸国物語 七つの誓い 黒水仙の巻 （1956年、DVD発売）
- 新諸国物語 七つの誓い 奴隷船の巻 （1956年、DVD発売）
- 新諸国物語 七つの誓い 凱旋歌の巻 （1956年、DVD発売）
- 大名囃子 （1957年）
- 大名囃子 后篇 （1957年）
- 少年探偵団 二十面相の復讐 （1957年）
- 警視庁物語 上野発五時三五分 （1957年）
- 少年探偵団 夜光の魔人 （1957年）
- 「笑え甚平」より・摩天楼の秘密 （1957年）
- 警視庁物語 夜の野獣 （1957年）
- 源氏九郎颯爽記 濡れ髪二刀流 （1957年）
- 日露戦争風雲秘話 霧の街 （1957年）
- 若獅子大名 （1957年）
- 若獅子大名 完結篇 （1957年）
- 大菩薩峠 （1957年、DVD発売）
- どたんば （1957年） - キネマ旬報ベストテン第7位
- 爆音と大地 （1957年） - キネマ旬報ベストテン第8位
- 恋染め浪人 （1957年）
- 「笑え甚平」より・消えた短剱 （1957年）
- デン助の陽気な拳斗王 （1958年）
- 少年探偵団 首なし男 （1958年）
- デン助の陽気な靴みがき （1958年）
- 多羅尾伴内 十三の魔王 （1958年）
- 緋ざくら大名 （1958年）
- 希望の乙女 （1958年、DVD発売）
- 乱撃の七番街 （1958年）
- 続一丁目一番地 （1958年）
- 一丁目一番地　おじいちゃんは日本晴れ　（1958年）
- 一丁目一番地　町内ニコニコ会議 （1958年）
- 少年探偵団 透明怪人 （1958年）
- 母つばめ （1958年）
- 伊達騒動 風雲六十二万石 （1959年）
- べらんめぇ探偵娘 （1959年）
- スピード狂時代 命を賭けて （1959年）
- 特ダネ三十時間 午前零時の顔 （1959年）
- 特ダネ三十時間 拾った牝豹 （1959年）
- 拳銃を磨く男 （1959年）
- ふたりの休日 （1959年）
- 大空の無法者 （1960年）
- 俺から行くぞ （1960年）
- 大いなる驀進 （1960年、DVD発売）
- 殴りこみ艦隊 （1960年）
- 十七才の逆襲 暴力をぶっ潰せ （1960年）
- にっぽんGメン 摩天楼の狼 （1960年）
- ボス表へ出ろ （1960年）
- 特ダネ三十時間 曲り角の女 （1960年）
- 特ダネ三十時間 笑う誘拐魔 （1960年）
- 危うしGメン 暗黒街の野獣 （1960年）
- ファンキーハットの快男児シリーズ（1961年）
  - ファンキーハットの快男児（DVD発売）
  - ファンキーハットの快男児 二千万円の腕（DVD発売）
- 警視庁物語 不在証明 （1961年）
- 警視庁物語 十五才の女 （1961年）
- 花ざかり七色娘 （1961年）
- 警視庁物語 12人の刑事 （1961年）
- モーガン警部と謎の男 （1961年）
- 特ダネ三十時間 東京租界の女 （1961年）
- 天下の快男児 旋風太郎 （1961年）
- 腕まくり七色娘 （1961年）
- 特ダネ三十時間 危険な恋人 （1961年）
- ひばり民謡の旅シリーズ べらんめえ中乗りさん （1961年）
- 南太平洋波高し （1962年）
- 十七才のこの胸に （1964年、DVD発売）
- 網走番外地 悪への挑戦 （1967年、DVD発売）

### テレビ映画
- 源義経 （1959年、NET）
- 七色仮面 （1959年、NET） - 七色仮面 / 蘭光太郎
- 赤穂の人々 （1960年、MBS）
- 特別機動捜査隊 （1961年 - 1971年、NET） - 立石主任
- 風来物語 （1964年、NET） - 戸田雄次郎

### CM
- 日産・キャブスターA320型系（1968年）